# Гузь, Александр Николаевич
Александр Николаевич Гузь (укр. Олександр Миколайович Гузь; род. 29 января 1939, Ичня, Черниговская область) — выдающийся украинский ученый и организатор науки, основатель научной школы в области линеаризованной механики деформируемых тел и смежных направлений, академик Национальной академии наук Украины (1978), член Академии Европы (Academia Europaea, London) (1992) и Европейской академии наук (European Academy of Sciences, Brussels) (1992), доктор технических наук (1965), профессор (1969), многолетний директор Института механики им. С. П. Тимошенко НАН Украины (1976—2022), лауреат Государственной премии СССР (1985), дважды лауреат Государственной премии Украины в области науки и техники (1979, 1988), заслуженный деятель науки и техники Украины (2016), лауреат Золотой медали им. В. И. Вернадского НАН Украины (2014), премий имени выдающихся ученых НАН Украины: имени А. Н. Дынника (1979), имени М. К. Янгеля (1983), имени С. П. Тимошенко (2000), имени Г. С. Писаренко (2014), имени В. М. Глушкова (2016), имени О. К. Антонова (2017).

## Биография
Родился в городе Ичня Черниговской области УССР.
В 1956 году окончил местную среднюю школу № 5.
В 1961 году с отличием окончил механико-математический факультет Киевского государственного университета им. Т. Г. Шевченко (сейчас — Киевский национальный университет имени Тараса Шевченко).
В 1962 году защитил кандидатскую диссертацию на тему «Приближенные решения задач концентрации напряжений вокруг отверстий в изотропных и ортотропных оболочках».
В 1965 году защитил докторскую диссертацию на тему «Тонкие упругие оболочки, ослабленные отверстиями», став самым молодым (26-летним) доктором наук в СССР. Это был второй раз за всю более чем столетнюю историю Института механики им. С. П. Тимошенко НАН Украины, когда докторскую степень получил очень молодой ученый (первым — в 1930 году — стал Николай Боголюбов, будущий академик, всемирно известный ученый — механик, математик и физик).
В 1969 году стал профессором.
В 1973 году избран членом-корреспондентом АН УССР.
В 1978 году избран действительным членом (академиком) АН УССР.
Всю жизнь работает в Институте механики им. С. П. Тимошенко НАН Украины: в 1960—1967 годах — на должностях инженера, аспиранта, старшего научного сотрудника; в 1967—2023 годах — заведующий отделом; в 1976—2022 годах — директор института; с 2022 года — советник при дирекции института. В 1983—1988 годах одновременно являлся академиком-секретарем созданного в структуре Академии Отделения механики.

## Научный вклад
Основные научные результаты А. Н. Гузь получил в области механики деформируемого твердого тела и механики сплошных сред. А. Н. Гузя и бельгийца Мориса Био (Maurice A. Biot, 1905—1985) считают основоположниками линеаризированной механики деформируемого твердого тела. Результаты научных исследований А. Н. Гузя и его учеников в этой области обобщены в 40 монографиях. Он сделал существенный вклад в развитие таких научных направлений:
- трехмерная теория устойчивости деформирующихся тел;
- теория распространения и дифракции упругих волн в многосвязных телах и телах с начальными напряжениями;
- концентрация напряжений возле отверстий в оболочках;
- неразрушающие методы определения напряжений в твердых телах;
- механика композитных материалов и элементов конструкций из них;
- аэрогидроупругость;
- неклассические проблемы механики разрушения;
- механика горных пород;
- динамика вязкой сжимаемой жидкости;
- механика нанокомпозитов.

А. Н. Гузь — автор 76 монографий (из них 22 без соавторов) и около 1000 научных публикаций (в том числе более 400 без соавторов).
Одним из новшеств, которые Александр Гузь ввел, пребывая на должности директора Института механики им. С. П. Тимошенко НАН Украины, стало обобщение полученных в институте результатов фундаментальных исследований в многотомных коллективных монографиях. Как редактор он организовал издание (и лично подготовил ряд томов) таких основательных трудов:
- «Методы расчета оболочек» в 5 томах (1980—1982);
- «Механика композитных материалов и элементов конструкций» в 3-х томах (1982—1983);
- «Трехмерные задачи теории упругости и пластичности» в 6 томах (1984—1986);
- «Механика связанных полей в элементах конструкций» в 5-ти томах (1987—1989);
- «Неклассические проблемы механики разрушения» в 4-х томах (1990—1994);
- «Механика композитов» в 12 томах (1993—2003);
- «Advances of Mechanics» (Успехи механики) в 6-ти томах (2005—2011);
- «Современные проблемы механики» в 3-х томах (2016—2018).

## Научно-организационная и научно-педагогическая деятельность
А. Н. Гузь с 1976 по 2022 год был директором ведущего научного учреждения Украины в области механики — Института механики им. С. П. Тимошенко НАН Украины, с 2022 года по настоящее время является советником при дирекции этого института. Создал и в 1967—2023 годах был заведующим отделом динамики и устойчивости сплошных сред института. В 1983—1988 годах возглавлял новообразованное в структуре АН УССР Отделение механики. Является главным редактором международного научного журнала «Прикладная механика», который переводится и издается за рубежом в издательстве «Springer» как «International Applied Mechanics».
А. Н. Гузь подготовил целую плеяду ученых-механиков, в том числе 40 докторов наук и более 100 кандидатов наук. Среди его учеников — три академика НАН Украины (В. Л. Богданов, В. Д. Кубенко, В. М. Назаренко) и академик НАН Азербайджана (Г. Г. Кулиев), а также три члена-корреспондента НАН Украины (Ю. Н. Немиш, И. С. Чернышенко, Н. А. Шульга) и член-корреспондент НАН Азербайджана (С. Д. Акбаров).

## Награды
Достижения А. Н. Гузя в научной, научно-организационной и научно-педагогической деятельности отмечены многими украинскими и международными наградами. Он является лауреатом:
- высшей научной награды НАН Украины — Золотой медали имени В. И. Вернадского (2014);
- Государственной премии СССР (1985);
- Государственной премии УССР (1979, 1988);
- именных премий НАН Украины (1979, 1983, 2000, 2014, 2016, 2017);
- премии Ленинского комсомола для молодых ученых (1967);
- премии Ленинского комсомола Украины для молодых ученых (1973);
- медали Блеза Паскаля Европейской академии наук (2008);
- медали Международной конференции по вычислительной и экспериментальной инженерии и науке (ICCES) «За достижения на протяжении жизни» (2012);
- диплома качества и европейской золотой медали Европейской научно-промышленной палаты (European Scientific-Industrial Chamber) за высокое качество управления институтом (2013).

А. Н. Гузю присвоено почетное звание «Заслуженный деятель науки и техники Украины» (2016). Он награждён орденами князя Ярослава Мудрого V степени (2008), «За заслуги» III степени (1998), орденами и медалями СССР.
А. Н. Гузь — член Академии Европы (Academia Europaea, London), Нью-Йоркской академии наук (Fellow of the New York Academy of Sciences), Европейской академии наук (European Academy of Sciences, Brussels), а также имеет звание Fellow of the World Innovation Foundation (London).